# Yusuf al-Mu'taman ibn Hud
Yusuf ibn Ahmad al-Mu'taman ibn Hud was een Arabisch wiskundige uit de 11e eeuw en lid van de Banu Hud-familie. Al-Mutamin heerste over Zaragoza van 1082 tot 1085.

de Stelling van Ceva, ontdekt door Yusuf al-Mu'taman ibn Hud

Hij was de zoon van de vorige heerser, Ahmad ibn Sulayman al-Muqtadir. Hij schreef het wiskundige boek Kitab al-Istikmal (Arabisch : كتاب الإستكمال ofwel "Boek van Perfectie").
In dat boek staat een stelling die meestal wordt toegeschreven aan Giovanni Ceva (1647-1734), de stelling van Ceva.
'Abd al-Hamīd ibn Turk · 
Abd-al-Rahman Al Sufi · 
Abū al-Hasan ibn Alī al-Qalasādī · 
Abū Ishāq Ibrāhīm al-Zarqālī · 
Abū Kāmil Shujā ibn Aslam · 
Abu'l-Hasan al-Uqlidisi · 
Abul Wafa · 
Ahmed ibn Yusuf · 
Al-Biruni · 
Al-Chwarizmi · 
Al-Hajjāj ibn Yūsuf ibn Matar · 
Alhazen · 
Al-Jayyani · 
Al-Karaji · 
Al-Khazini · 
Al-Kindi · 
Al-Mahani · 
Al-Majrati · 
Al-Sijzi · 
Hunayn ibn Ishaq · 
Ibn al-Banna · 
Ibn Sahl · 
Ibn Tahir al-Baghdadi · 
Ibn Yahyā al-Maghribī al-Samaw'al · 
Ibrahim al-Fazari · 
Ibrahim ibn Sinan · 
Jabir ibn Aflah · 
Kushyar ibn Labban · 
Mohammed al-Fazari · 
Mohammed ibn Jābir al-Harrānī al-Battānī · 
Nasir al-Din al-Toesi · 
Sinan ibn Thabit · 
Thabit ibn Qurra · 
Ulug Bey · 
Yusuf al-Mu'taman ibn Hud